# Haemophilus influenzae
A Haemophilus influenzae, inicialmente designada de bacilo de Pfeiffer, é uma bactéria cocobacilar Gram negativo, aeróbia facultativa da família Pasteurellaceae. H. influenzae foi descrita pela primeira vez em 1892 por Richard Pfeiffer durante uma pandemia de influenza. Foi confundida como a causa da gripe comum, atualmente definida como causada pelo vírus influenza, até 1933. A utilização de vacinas diminuiu drasticamente o número de pessoas infectadas.
Os tipos de H. influenzae vão de A a F, predominando o tipo B, abreviado como HiB, o mais virulento deste grupo. Este procarionte simples foi o primeiro organismo de vida livre a ter seu genoma completamente sequenciado, com aproximadamente 1.740 genes.

## Patologias
É uma bactéria oportunista que só causa doenças espontaneamente em humanos, geralmente crianças pequenas ou imunodeprimidos. Pode provocar meningites, infecções no ouvido médio (Otite média) e respiratórias (faringite, bronquite ou pneumonia). Raramente pode causar também infecções generalizadas (sépsis), epiglotite, osteomielite e artrite séptica.
O espectro de manifestações clínicas presentes nas infecções por H. Influenzae varia dependendo da tipagem do germe. Quanto à classificação existem duas variantes principais: encapsulados e não encapsulados. Os do primeiro grupo são subclassificados e distribuídos em grupos nomeados de A a F, de acordo a seus antígenos capsulares. Os não encapsulados são genericamente chamados de "não tipáveis". Os germes dos grupos encapsulados costumam causar quadros mais severos, principalmente aqueles do grupo B, associado a infecções de sistema nervoso central, epiglotite e sepse. É este o grupo coberto pela vacina contra H. influenzae presente no calendário de imunizações do Brasil. As infecções pelos germes do grupo "não-tipáveis" costuma correr com sintomas brandos sistêmicos ou de vias respiratórias, causando otites e faringites.
Em 2000, apesar de já existir vacina, foi responsável pela morte de 386 mil crianças menores de 5 anos. Sua vacina é geralmente conjugada com a DTP (difteria, tétano e pertussis) em três doses ou com a vacina de pólio e está no calendário de vacinação em mais de 100 países.